# رایکومول
رایکومول (به لاتین: Raykomol) یک منطقهٔ مسکونی در قرقیزستان است که در استان جلال‌آباد واقع شده‌است. رایکومول ۱٬۸۹۲ نفر جمعیت دارد و ۹۷۰ متر بالاتر از سطح دریا واقع شده‌است.